# Hrabice
Hrabice (německy Rabitz) jsou vesnice, část města Vimperk v okrese Prachatice v Jihočeském kraji. Nachází se asi dva kilometry severozápadně od Vimperka. Ve vesnici stojí kaple zasvěcená Panně Marii. Dále se zde nachází hasičská zbrojnice a zatravněné amatérské letiště (přistávací plocha). Hrabice jsou také název katastrálního území o rozloze 7,49 km². Katastrální území je tvořeno dvěma propojenými částmi: menším v okolí samotné vesnice a větším v lesích kolem Kramat, Radosti a Kamenné hory; obě části jsou spojeny úzkým pruhem vedoucím podél silnice II/168 u bývalých kasáren U Sloupů. V katastrálním území se nachází také samoty Na Drozdím Dvoře, U Hospůdky a Kamenná Lhota.

## Historie
První písemná zmínka o vesnici pochází z roku 1359.

## Obyvatelstvo
| Rok            | 1869 | 1880 | 1890 | 1900 | 1910 | 1921 | 1930 | 1950 | 1961 | 1970 | 1980 | 1991 | 2001 | 2011 | 2021 |
| -------------- | ---- | ---- | ---- | ---- | ---- | ---- | ---- | ---- | ---- | ---- | ---- | ---- | ---- | ---- | ---- |
| Počet obyvatel | 199  | 230  | 276  | 334  | 353  | 366  | 355  | 172  | 240  | 227  | 204  | 181  | 183  | 90   | 124  |
| Počet domů     | 29   | 33   | 38   | 43   | 45   | 45   | 48   | 41   | 64   | 37   | 31   | 33   | 47   | 51   | 57   |

## Obecní správa
Při sčítání lidu v letech 1850–1971 Hrabice byly samostatnou obcí, se kterým patřily nejprve do okresu Prachatice, ale v roce 1950 v okrese Vimperk a od roku 1960 v okrese Prachatice. Od 26. listopadu 1971 jsou částí města Vimperk v okrese Prachatice, kdy se konaly městské volby. V letech 1850–1879 k obci patřily Sudslavice, Vnarovy a Výškovice a v letech 1850–1971 také Cejsice, Křesanov a Modlenice.

## Fotogalerie

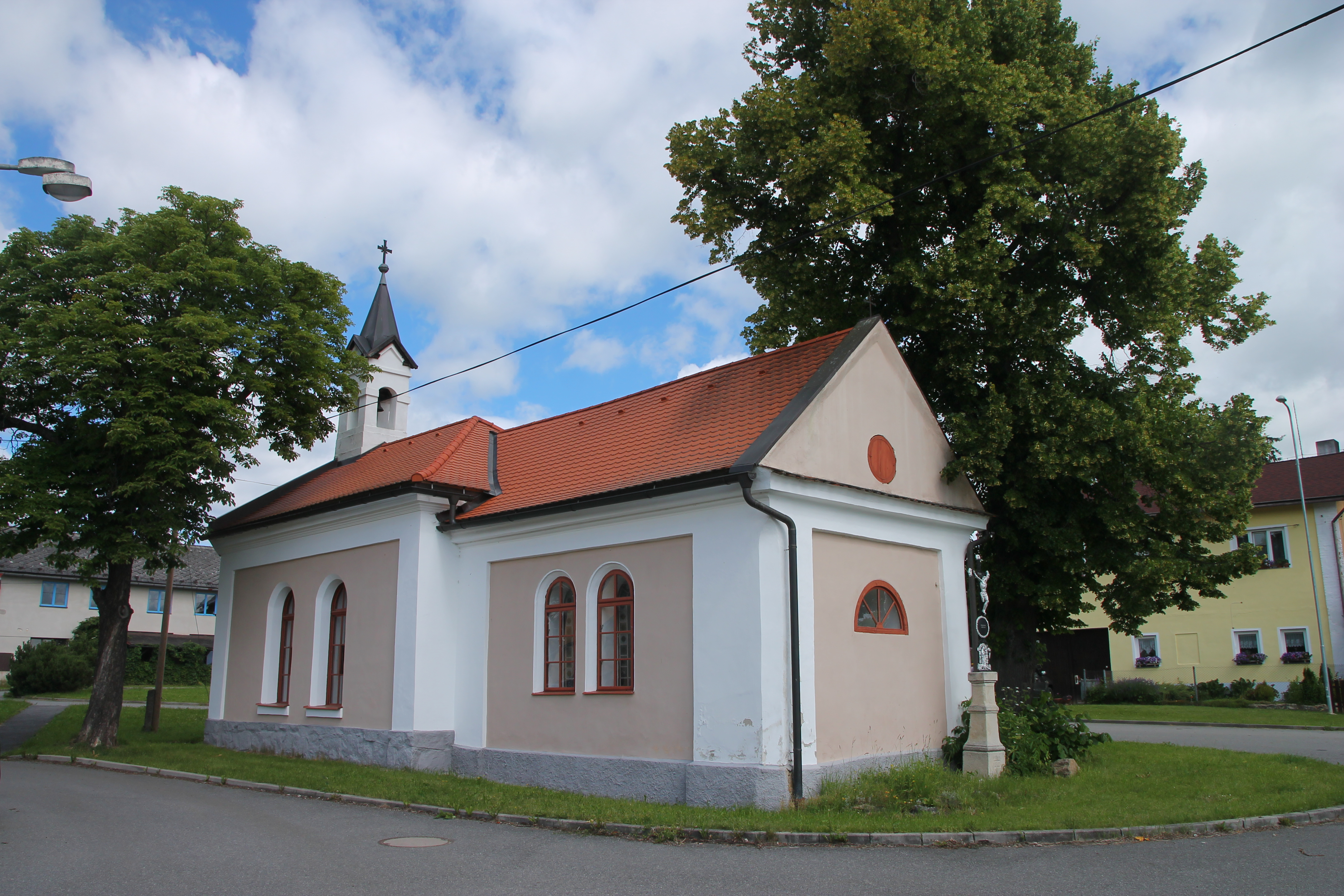
Kaple na návsi
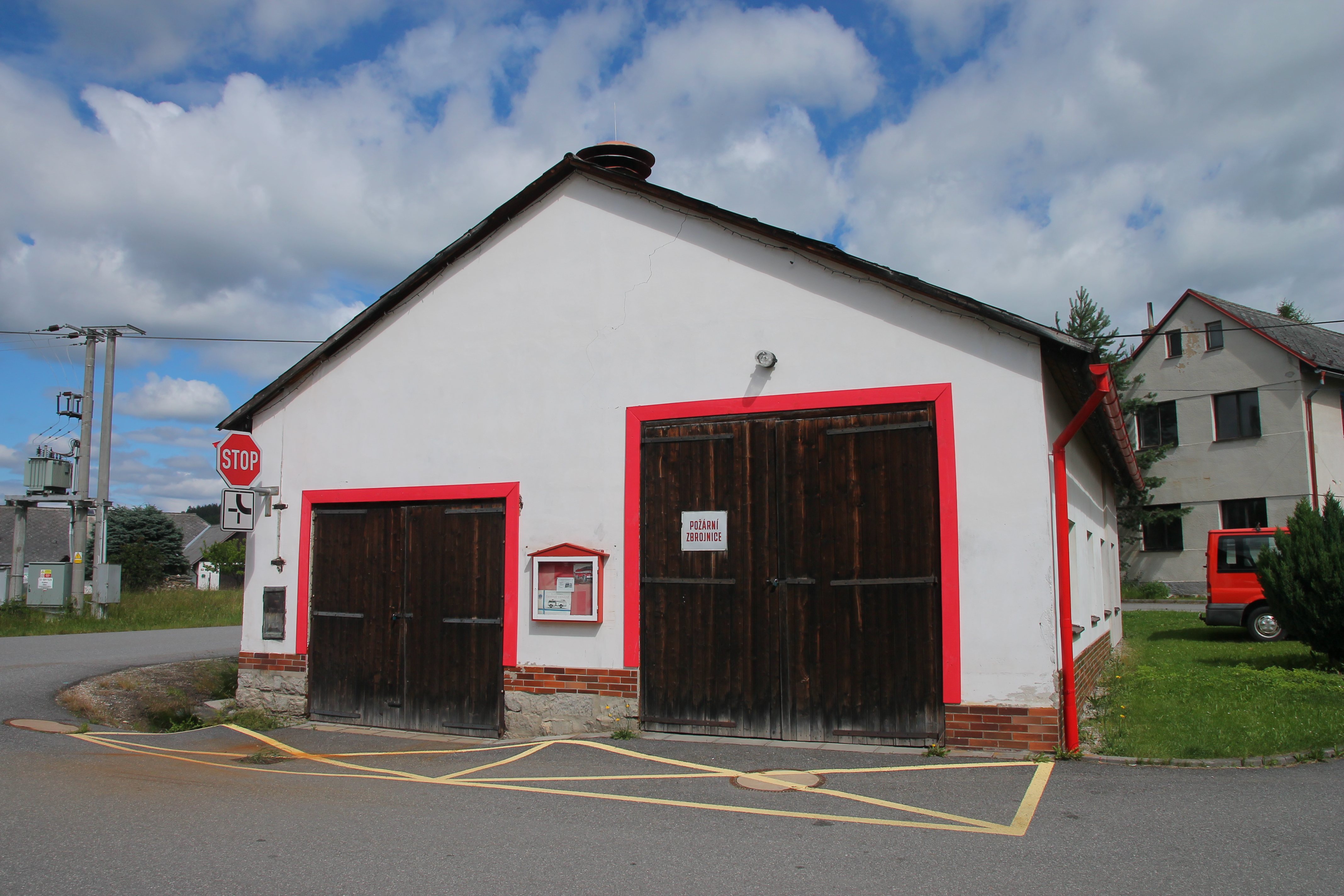
Požární zbrojnice
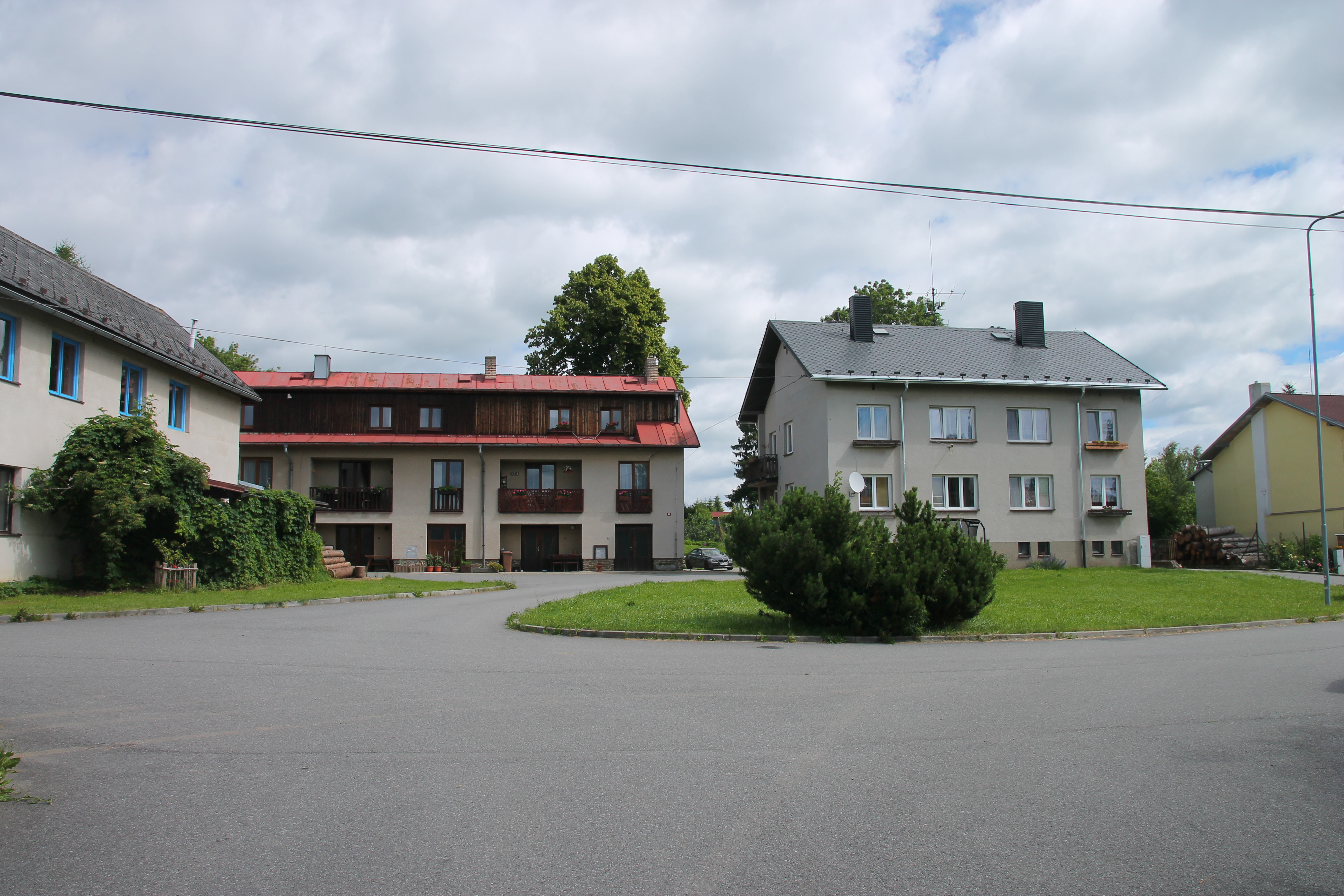
Chalupy na návsi
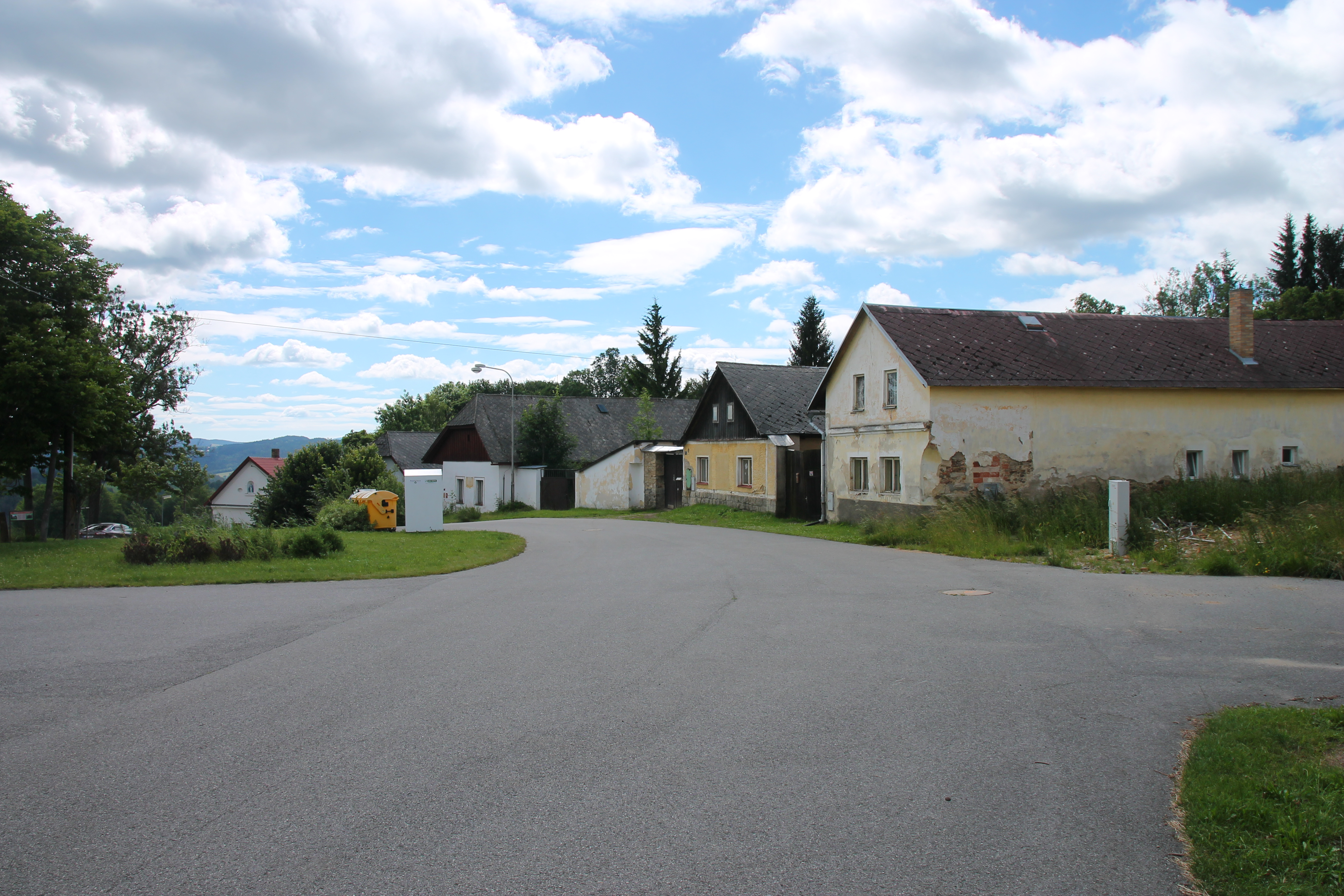
Chalupy na návsi
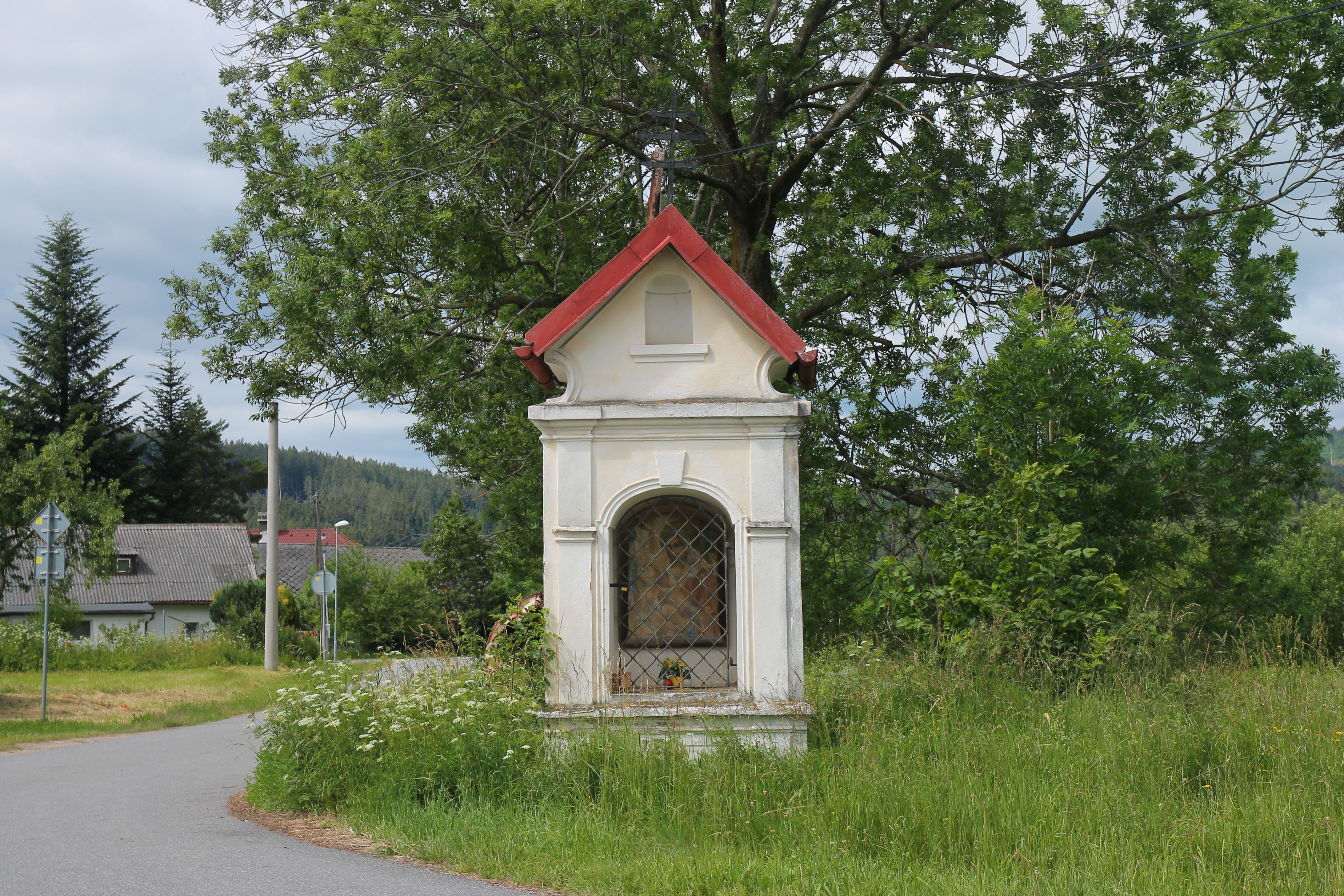
Výklenková kaplička poblíž návsi
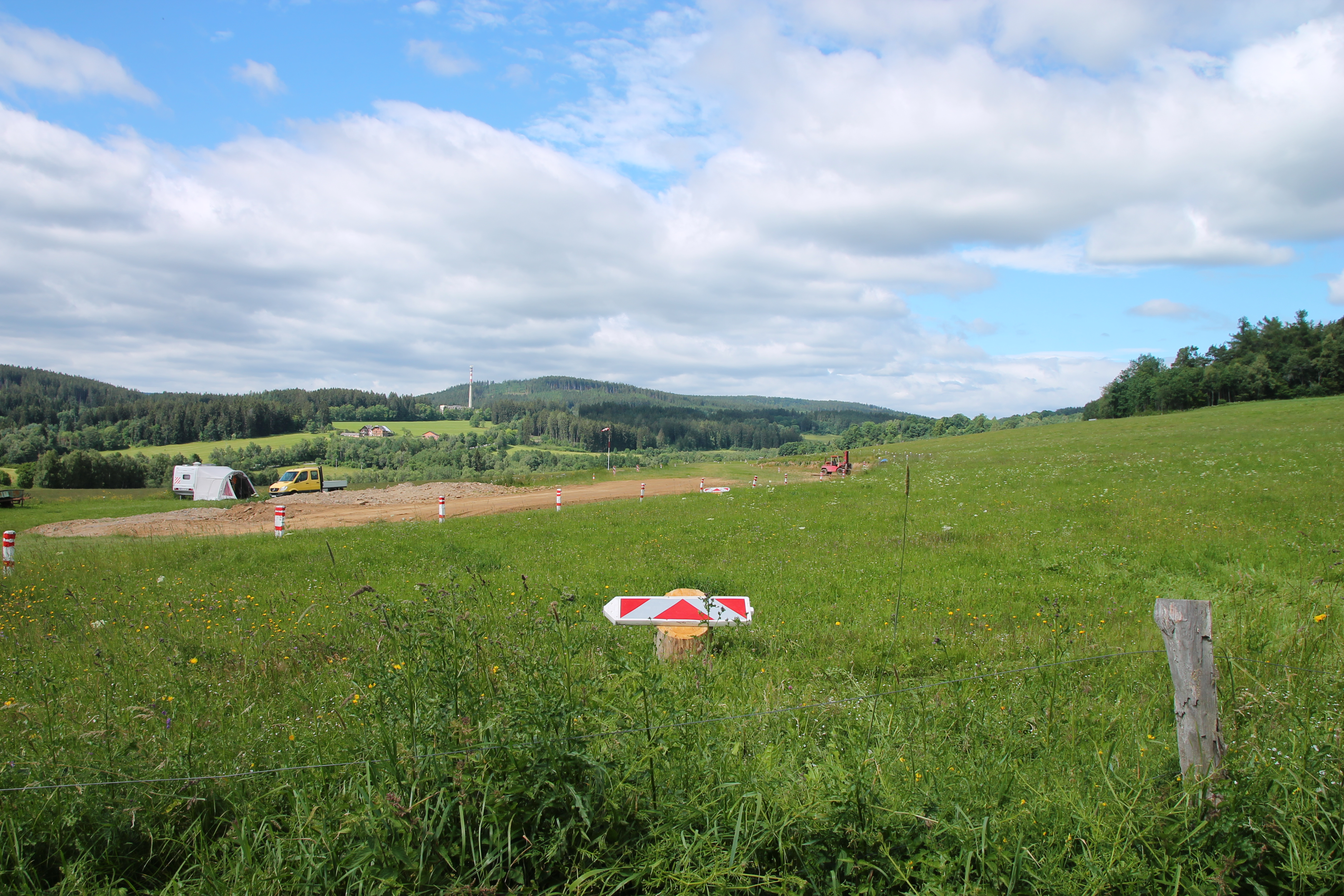
Letiště
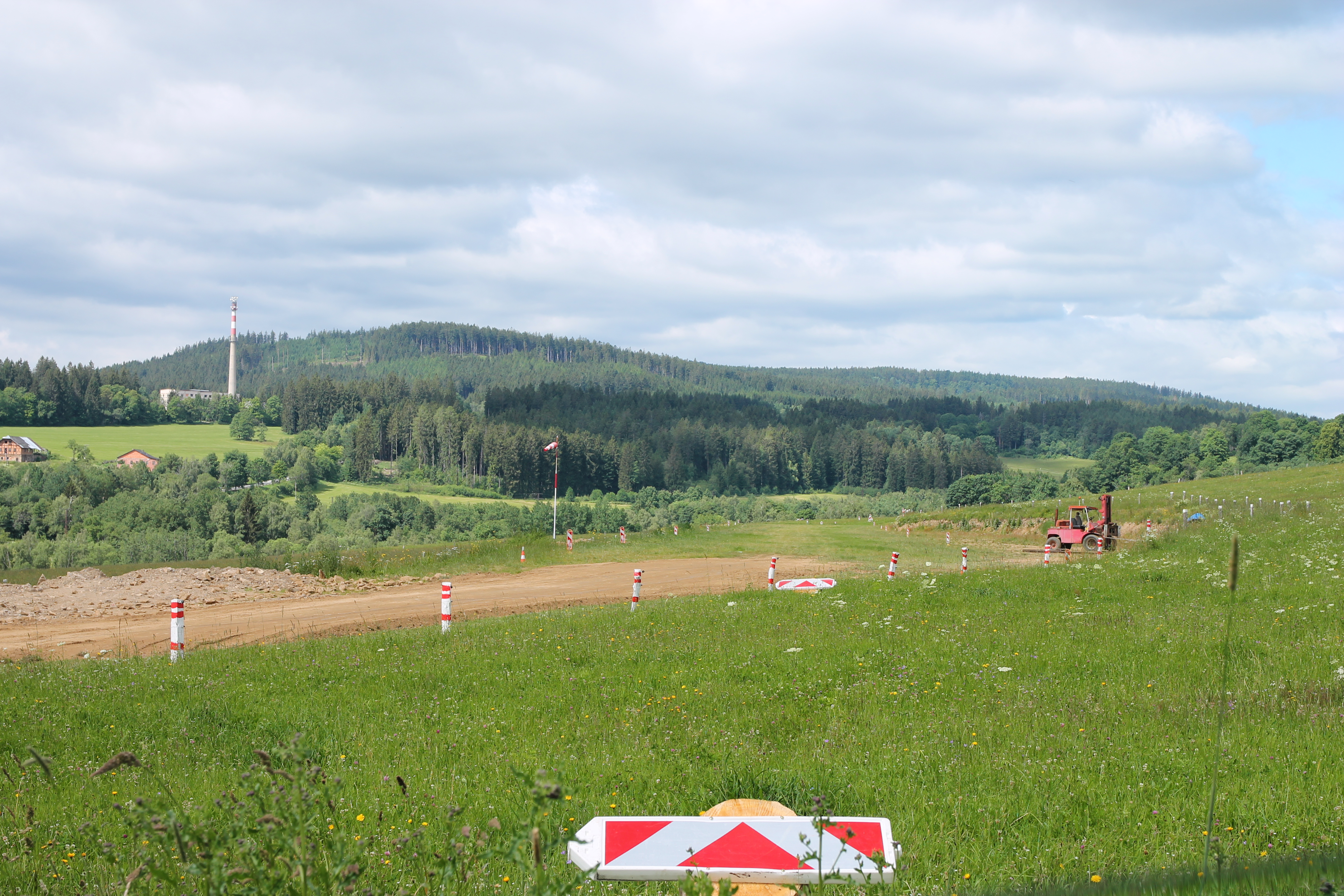
Letiště
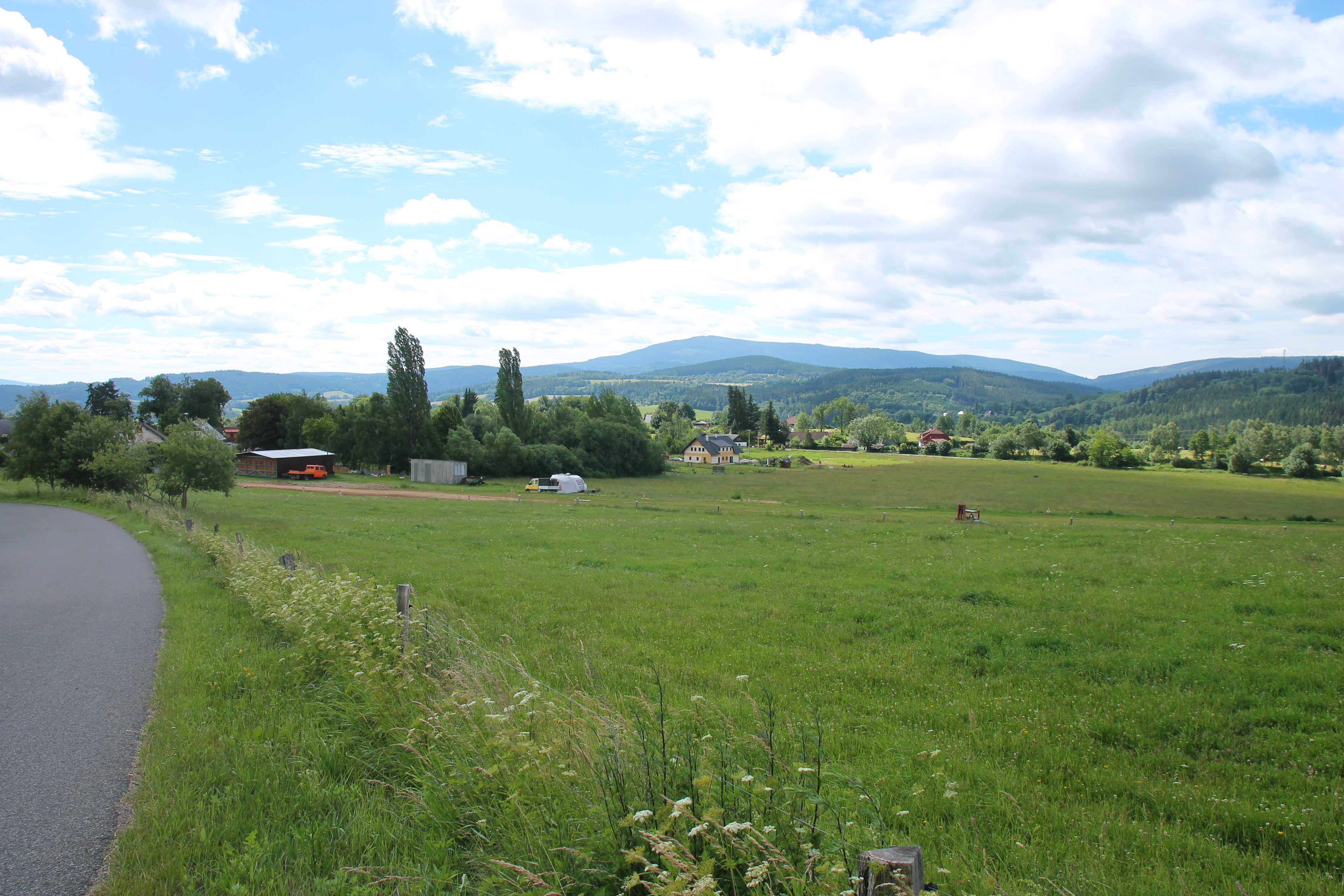
Výhled na Boubín